# تثلث الصبغي 16
تثلث الصبغي 16 (بالإنجليزية: Trisomy 16)‏ هو شذوذ الكروموسومات حيث يوجد 3 نسخ من الكروموسوم 16 بدلاً من نسختين، وتثلث الكروموسوم 16هو التثلث الصبغي الأكثر شيوعًا الذي يؤدي إلى الإجهاض والسبب الثاني الأكثر شيوعًا للصبغي، بعد الكروموسوم x أحادي الصبغي؛  حيث أنه حوالي 6 ٪ من حالات الإجهاض لديها تثلث الصبغي 16،  وتحدث هذه في الغالب ما بين الأسبوع الثامن إلى الخامس عشر بعد فترة الحيض الأخيرة. 
لا يمكن أن يولد الطفل حيا مع نسخة إضافية من هذا الصبغي الموجود في جميع الخلايا (التثلث الصبغي الكامل 16)،  ومع ذلك من الممكن أن يولد الطفل حياً على شكل فسيفساء.  

## كروموسوم 16
عادة ما يكون لدى البشر نسختان من الكروموسوم 16 واحدة تورث من كل من الأبوين يمثل هذا الكروموسوم ما يقرب من 3% من جميع الحمض النووي في الخلايا. 

## فحص شامل

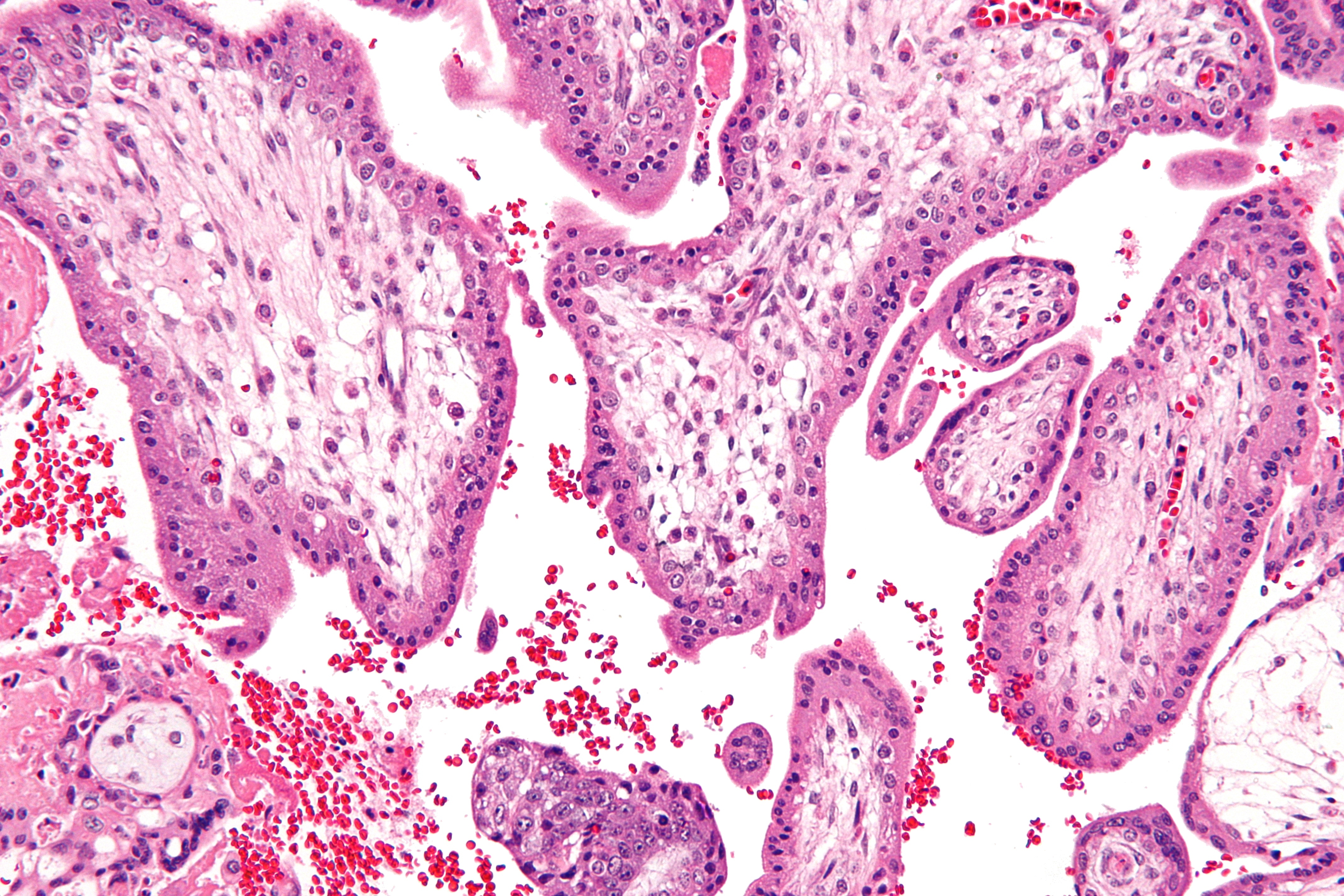
صورة مجهرية تظهر الزغب المشيمي في الأنسجة التي يتم جمعها في الاعتيان المشيمي الزغابي

أثناء الحمل يمكن فحص النساء عن طريق اعتيان من الزغابات المشيمائية وبزل السلى للكشف عن التثلث الصبغي 16، ومع ظهور تقنيات غير باضعة للكشف عن اختلال الصبغية أصبح من الممكن استخدام اختبارات فحص قبل الولادة باستخدام تسلسل الجيل التالي قبل التقنيات الغائرة، وهذا يمكن أن يسبب تأخر نمو الجنين.

## تثلث كامل للكروموسوم 16
التثلث الكامل للكروموسوم 16 غير متوافق مع الحياة، وفي معظم الأحيان يؤدي إلى الإجهاض خلال الأشهر الثلاثة الأولى، يحدث هذا عندما تحتوي جميع الخلايا في الجسم على نسخة إضافية من الكروموسوم 16. 

## التثلث الفسيفسائي للكروموسوم 16
التثلث الفسيفسائي للكروموسوم 16هو اضطراب كروموسومي نادر متوافق مع الحياة وبالتالي يمكن أن يولد الطفل حيا، ويحدث هذا عندما تحتوي بعض الخلايا في الجسم فقط على نسخة إضافية من الكروموسوم 16، وبعض النتائج تشمل النمو البطيء قبل الولادة.

### التشخيص قبل الولادة
أثناء التشخيص قبل الولادة يمكن تحليل مستويات التثلث الصبغي في أنسجة المشيمة الجنينية، هذه المستويات يمكن أن تنبئ بالنتائج في حالات حمل التثلث الفسيفسائي للكروموسوم 16، وفي دراسة لحالات تشخيص ما قبل الولادة كان هناك 66٪ من المواليد الأحياء بمتوسط عمر الحمل 35.7 أسبوع حوالي 45 ٪ منهم لديهم تشوهات، كانت التشوهات الأكثر شيوعًا هي تشقق العمود الفقري وعيب الحاجز الأذيني وإحليل تحتاني، ومع ذلك فإن تثلث الصبغي 16 لا يؤدي دائمًا إلى تشوهات تشريحية. 